# Кнаггс, Скелтон
Ске́лтон Кнаггс (англ. Skelton Knaggs; 27 июня 1911, Hillsborough, Йоркшир и Хамбер — 30 апреля 1955 или 1 мая 1955, Лос-Анджелес, Калифорния) — англо-американский актёр театра, кино и телевидения.

## Биография
Скелтон Барнаби Кнаггс родился 27 июня 1911 года в городке Хиллсборо (пригород Шеффилда, Саут-Йоркшир, Англия). Окончив школу, уехал в Лондон, где поступил в Королевскую академию драматического искусства. Вскоре Кнаггс появился на сцене, исполняя роли в шекспировских постановках, а с 1936 года начал сниматься в кино. В 1939 году переехал в США, поселился в Лос-Анджелесе и с тех пор снимался только в американской кинопродукции, получив славу «характерного актёра». Кнаггс был небольшого роста (166 см), с ярко выраженным рябым лицом и харизматичным голосом с провинциальным мидлендским акцентом. Это привлекало режиссёров, которые брали его на роли второстепенных злодеев, преимущественно в фильмах ужасов.
В 1949 году Скелтон Кнаггс женился на женщине по имени Тельма Кроушоу, но дальнейшая судьба этого брака неизвестна.
Кнаггс был алкоголиком, поэтому скончался в возрасте 43 лет от цирроза печени 1 мая 1955 года в Лос-Анджелесе. Похоронен на кладбище «Голливуд навсегда».

## Избранная фильмография
За свою кинокарьеру длиной 19 лет Кнаггс появился в 44 кинофильмах и кино- и телесериалах, причём почти в половине случаев без указания в титрах.
| - 1937 — Высшее командование / The High Command — Фазерак - 1945 — Дом Дракулы / House of Dracula — Штейнмюль - 1946 — Ночной кошмар / Terror by Night — Сэндс - 1946 — Скандал в Париже / A Scandal in Paris — кузен Пьер - 1946 — Дик Трейси против Бильярдного Шара / Dick Tracy vs. Cueball — Рудольф - 1947 — Дик Трейси: Встреча с Ужасным / Dick Tracy Meets Gruesome — Икс-луч - 1948 — Бледнолицый / The Paleface — Пит - 1951 — Капитан Видео, Повелитель стратосферы / Captain Video: Master of the Stratosphere — Ретнер - 1952 — Пират Чёрная Борода / Blackbeard the Pirate — Гилли, пират, «телохранитель» Чёрной Бороды - 1953 — Марш жуликов / Rogue's March — Рыба - 1954 — Театр General Electric / General Electric Theater — мужчина на костылях (в эпизоде To Lift a Feather) - 1955 — Мунфлит / Moonfleet — Джейкоб | - 1939 — Шпион в чёрном / The Spy in Black — немецкий моряк, следящий за капитаном Хардтом - 1943 — Благодари судьбу / Thank Your Lucky Stars — селянин в пабе - 1943 — Корабль-призрак / The Ghost Ship — Немой Финн - 1944 — Жилец / The Lodger — мужчина с тачкой - 1944 — Багровый коготь / The Scarlet Claw — селянин в пабе - 1944 — Месть человека-невидимки / The Invisible Man's Revenge — Альф Перри, извозчик - 1944 — Только одинокое сердце / None but the Lonely Heart — Лу «Снежура» Этли - 1945 — Портрет Дориана Грея / The Picture of Dorian Gray — официант - 1945 — Остров мёртвых / Isle of the Dead — Эндрю Роббинс - 1946 — Перед самым рассветом / Just Before Dawn — Луи - 1946 — Бедлам / Bedlam — Варни - 1946 — Ночь и день / Night and Day — торговец газетами - 1947 — Амбер навсегда / Forever Amber — Голубокожий - 1952 — Миллион долларов для русалки / Million Dollar Mermaid — аплодирующий мужчина на башенном мосту - 1952 — Ботанический залив / Botany Bay — заключённый Ньюгетской тюрьмы, рисующий на стене камеры - 1954 — Великая ночь Казановы / Casanova's Big Night — карлик - 1955 — Сын Синдбада / Son of Sinbad — зевака в переулке |

Скелтон Кнаггс (освещён) в фильме «Корабль-призрак» (1943)
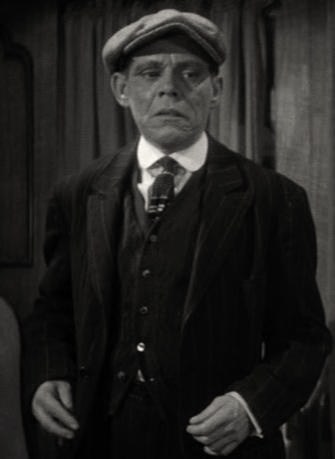
Скелтон Кнаггс в фильме «Ночной кошмар» (1946)
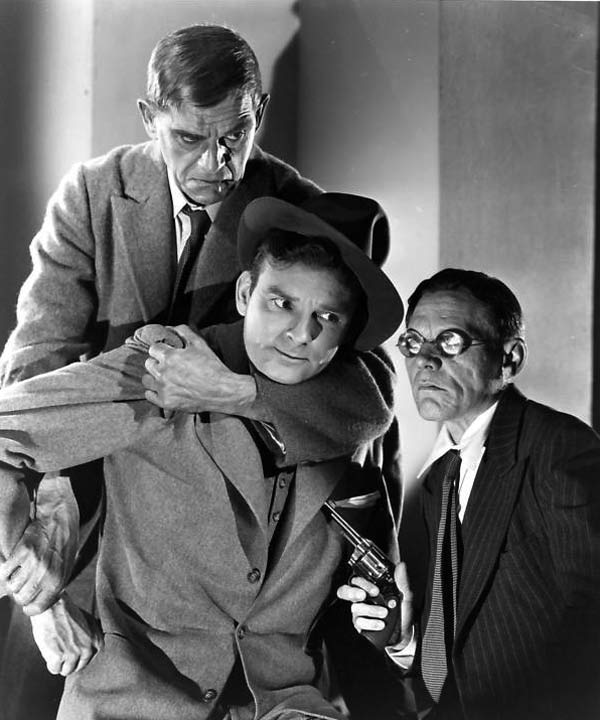
Слева направо: Борис Карлофф, Ральф Бёрд[англ.] и Скелтон Кнаггс в фильме «Дик Трейси: Встреча с Ужасным[англ.]» (1947)